# Bacus d'Aldaia
El Bacus d'Aldaia és una representació el déu romà Bacus que es trobà a L'Ereta dels Moros (Aldaia, València) en fragments, entre 1884 i 1924. El déu apareix amb corona de flors, nu, amb una pell de cérvol i calçant sandàlies. L'escultura s'exposa al Museu Arqueològic Nacional de Madrid.

## Troballa
La part inferior de l'escultura es trobà al 1884 a la finca d'Ereta dels Moros, a Aldaia, mentre Pasqual Simó llaurava els seus camps. La família decidí conservar les restes, creient que formaven part d'una imatge de sant Roc. Al voltant de 1924, ja mort l'autor del descobriment, el seu fill ensopegà amb la resta de l'escultura en llaurar el mateix camp. Fou llavors, en veure l'escultura completa, quan s'adonaren que no era la imatge d'un sant i la vengueren a un erudit valencià. El 1931 ja formava part del catàleg del Museu Arqueològic Nacional madrileny.

## Descripció i datació
El Bacus d'Aldaia està elaborat en marbre blanc, a una escala un poc menor que la natural (109 cm d'alçada). El déu apareix representat com un jove, duu una corona de flors i una cinta (taenia) al cap. Està nu, tret d'una pell de cérvol que li creua el tors, i calça sandàlies. A la mà dreta té un gerro de vi, sota el qual apareix vigilant una pantera. A la mà esquerra duria un bastó (tirs).
El moviment del cos és reduït, sense desplaçament de malucs malgrat que es recolza en el peu dret. Els braços tampoc impliquen un moviment de les espatles, per això la figura té una certa pesadesa. Per les seues característiques, s'ha descartat que l'obra es base en un model grec. Per això, a més, se'l pot datar amb probabilitat del s. II, tot i que alguns autors l'avancen al s. I.
En ser una divinitat els trets poden ser idealitzats. Com que els trets i l'expressió són indubtablement els d'un jove, certs autors especulen que es tracte del retrat d'una persona amb els atributs de la divinitat, fet relativament comú dins de la tradició estatuària grecoromana.

## Origen i ús
No se n'ha analitzat el marbre, per la qual cosa no es pot saber si és una pedra habitual en els tallers de la Tarragonina o bé és d'importació. Amb tot, i encara que el material fos importat, seria difícil comprovar si s'esculpí després de la importació o es comprà la peça ja esculpida. Per la grandària ha d'atribuir-se-li un ús privat, ja que el culte públic preferia escales majors. A més, en haver-se trobat al terreny d'una vil·la rural romana, serviria per decorar-ne el jardí o el peristil, llocs on se situaven les escultures d'aquest déu sempre relacionat amb la natura.